# Érezée
Érezée (en wallon Erezêye) est un village de l'Ardenne belge, et commune francophone de Belgique située en Région wallonne et province de Luxembourg, ainsi qu’une localité où siège son administration.

## Géographie

### Géographie de la commune
La plus grande partie de la commune se trouve en Ardenne. La partie la plus occidentale de la commune (Biron et Ny) est par contre située en Calestienne. Quant au village de Soy, il se situe à la limite de ces deux régions géologiques.
L'Aisne, affluent de l'Ourthe, traverse la commune du sud au nord en arrosant successivement les villages et hameaux d'Amonines, Blier, Pont d'Érezée, Eveux, Fanzel et Laforge. L'Aisne reçoit en rive droite l'Estinale à Fanzel et l'Amante sous Laforge. Le tramway touristique de l'Aisne suit cette rivière en amont de Pont d'Érezée.

#### Sections
| # | Nom      | Superf. (km²) | Habitants (2020) | Habitants per km² | Code INS |
| - | -------- | ------------- | ---------------- | ----------------- | -------- |
| 1 | Érezée   | 19,86         | 961              | 48                | 83013A   |
| 2 | Amonines | 10,83         | 379              | 35                | 83013B   |
| 3 | Soy      | 26,37         | 1.432            | 54                | 83013C   |
| 4 | Mormont  | 21,84         | 492              | 23                | 83013D   |

#### Villages de la commune
Les villages et hameaux de la commune sont, entre autres : Amonines, Awez, Biron, Blier, Briscol, Clerheid, Érezée, Erpigny, Éveux, Fanzel, Fisenne, Hazeilles, Hoursinne, Laforge, Mélines, Mormont, Pont d'Érezée, Sadzot, Soy et Wy.

#### Communes limitrophes
|        | Durbuy  |        |
| Hotton | Érezée  | Manhay |
|        | Rendeux |        |

### Situation et description du village
Le village d'Érezée est situé en Ardenne sur une crête (altitude : 330 m) dominant à l'ouest la vallée de l'Aisne et au nord-est la vallée de l'Estinale. Sur cette crête, se trouvent, entre autres, les bâtiments abritant l'administration communale, l'église Saint-Laurent, un kiosque et une ancienne pompe à eau en fonte du XIXe siècle (place du Capitaine Garnir).
La localité est traversée par la route nationale 807 qui monte du Pont d'Érezée (sur l'Aisne) pour ensuite rejoindre Manhay. Elle avoisine les hameaux d'Oster au nord et de Hazeilles et Erpigny au sud.

## Démographie

### Évolution démographique avant la fusion de 1977
- Source:  DGS - recensements de la population

### Évolution démographique de la commune fusionnée
En tenant compte des anciennes communes entraînées dans la fusion de communes de 1977, on peut dresser l'évolution suivante:
Les chiffres des années 1831 à 1970 tiennent compte des chiffres des anciennes communes fusionnées.
- Source: DGS , de 1831 à 1981=recensements population; à partir de 1990 = nombre d'habitants chaque 1 janvier[3]

## Histoire

### Première Guerre mondiale
Le 20 août 1914, les 106e RIR et 13e BCR -Régiment d'Infanterie et Bataillon de Chasseurs de Réserve- de l'armée impériale allemande passèrent par les armes 11 civils et détruisirent 16 maisons lors des atrocités allemandes commises au début de l'invasion.

## Héraldique
|  | La commune possède des armoiries. Blasonnement : Écartelé aux 1 et 4 d’azur au lion d’argent, armé et lampassé de gueules, aux 2 et 3 d’or à un huchet de sable, l’embouchure tournée à senestre. - Délibération communale : 17 mars 1981 - Arrêté de l'exécutif de la communauté : 18 décembre 1991 Source du blasonnement : Lieve Viaene-Awouters et Ernest Warlop, Armoiries communales en Belgique, Communes wallonnes, bruxelloises et germanophones, t. 1 : Communes wallonnes A-L, Bruxelles, Dexia, 2002. |

## Politique et administration

### Conseil et collège communal 2024-2030
Ci-dessous, le tableau des résultats des élections communales de 2024.
| Parti | Parti       | Voix (2024) | Voix (2018) | % (2024) | % (2018) | +/-    | Sièges | +/- | Collège |
| ----- | ----------- | ----------- | ----------- | -------- | -------- | ------ | ------ | --- | ------- |
|       | IC-EREZEE   | 1.369       | 1.212       | 57,67%   | 52,51%   | 5.16 % | 8 / 13 | 1.0 | Oui     |
|       | VivrAction  | 1.005       | -           | 42,33%   | -        | 0.0 %  | 5 / 13 | 5.0 | Non     |
|       | VIVR'ACTION | -           | 1.096       | -        | 47,49%   | 0.0 %  | - / 13 | 6.0 | Non     |
| Total | Total       | 2 374       | 2 308       | 100 %    | 100 %    |        | 13     |     |         |

| Fonction          | Nom                 | Compétences                                        |
| ----------------- | ------------------- | -------------------------------------------------- |
| Bourgmestre       | Michel Jacquet      | Mouvement réformateur - Intérêts communaux-Erezée  |
| 1er Échevin       | Daniel Dumont       | Parti socialiste - Intérêts communaux-Erezée       |
| 2e Échevine       | Anne Lejeune-Daisne | 'Mouvement réformateur - Intérêts communaux-Erezée |
| 3e Échevine       | Bénédicte Wathy     | Mouvement réformateur - Intérêts communaux-Erezée  |
| Président du CPAS | Julien Peter        | Parti socialiste - Intérêts communaux-Erezée       |

### Sécurité et secours
La commune fait partie de la zone de police Famenne-Ardenne pour les services de police, ainsi que de la zone de secours Luxembourg pour les services de pompiers. Le numéro d'appel unique pour ces services est le 112.

## Patrimoine et culture

### Curiosités

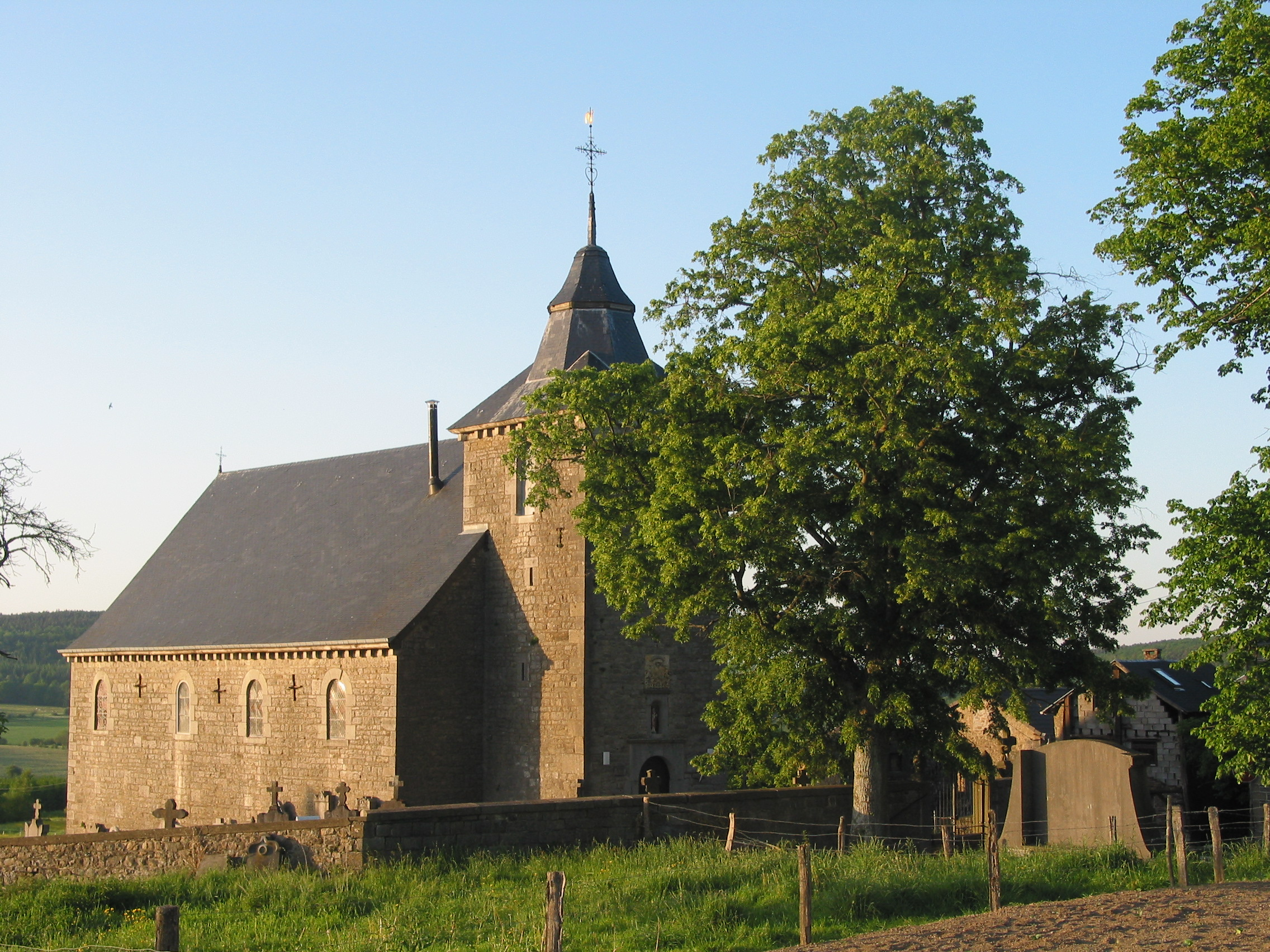
Fisenne : la chapelle Saint-Remi de Fisenne (XVIIIe siècle).

- L'Église Saint-Laurent d'Erezée a pour saint-patron saint Laurent.
- Le lieu-dit Pont d'Érezée se trouve à une extrémité de la ligne du Tramway touristique de l'Aisne.
- La chapelle Saint-Remi de Fisenne
- La houssière de Hazeilles.
- Plusieurs châteaux : château de Biron, château-ferme de Blier, château d'Erpigny, château-ferme de Fanzel, château-ferme de Fisenne, château de Laforge, château-ferme de Soy.
- Le moulin à eau de Mélines.
- Le Sadzot Museum 44.
- Le patrimoine immobilier classé.